# Gare de Saint-Jean-de-Losne
La gare de Saint-Jean-de-Losne est une gare ferroviaire française de la ligne de Dijon-Ville à Saint-Amour, située sur le territoire de la commune de Saint-Usage, à proximité de Saint-Jean-de-Losne, dans le département de la Côte-d'Or et dans la région Bourgogne-Franche-Comté. 
Mise en service en 1882 par la Compagnie des chemins de fer de Paris à Lyon et à la Méditerranée (PLM), la gare est toujours en service aujourd'hui .
C'est une gare de la Société nationale des chemins de fer français (SNCF), desservie par des trains TER Bourgogne-Franche-Comté.

## Situation ferroviaire
Établie à 184 mètres d'altitude, la gare de Saint-Jean-de-Losne est située au point kilométrique (PK) 344,980 de la ligne de Dijon-Ville à Saint-Amour, entre les gares de Brazey-en-Plaine et de Chaugey.
Gare de bifurcation, elle est également l'aboutissement, au pK 54,624, de la ligne de Gray à Saint-Jean-de-Losne (aujourd'hui neutralisée et en partie déposée), après la gare de Trouhans.

## Histoire
La station de Saint-Jean-de-Losne est officiellement mise en service le 20 juin 1882 par la Compagnie des chemins de fer de Paris à Lyon et à la Méditerranée (PLM), lorsqu'elle ouvre à l'exploitation la voie unique de la section de Dijon à Seurre de sa ligne de Dijon-Ville à Saint-Amour. C'est une station de 2e classe établie sur une rampe de 16 ‰, à 4 282,30 mètres de celle de Brazey-en-Plaine. Elle dispose d'un bâtiment voyageurs, d'une halle à marchandises avec quai découvert, d'un abri, d'un pavillon d'aisances, de deux quais et de voies de service.
Elle devient une gare de bifurcation le 12 juillet 1887, lors de l'ouverture à l'exploitation de la section la reliant à Villers-les-Pots sur la ligne de Gray à Saint-Jean-de-Losne.
En 1918, les installations de la Petite Vitesse (marchandises) et de la gare d'eau sont modifiées.
Le service des voyageurs est supprimé le 1er juillet 1938 sur la ligne de Gray à Saint-Jean-de-Losne. La ligne reste néanmoins ouverte au fret ; la section reliant Trouhans à Saint-Jean-de-Losne sera exploitée jusqu'en 1969. Depuis, une partie de la voie a été déposée tandis que les emprises encore en place restent à l'abandon.
La gare est rénovée au début des années 2000, dans le cadre régional d'une convention de modernisation des gares TER réalisée en partenariat par l'État, le Conseil Régional de Bourgogne et la SNCF. Les travaux ont notamment concerné la peinture, la rénovation du mobilier et l'amélioration de l'information présente dans la halte.
L'artiste, écrivain, peintre et sculpteur français Henri Vincenot y fut chef de service en 1936.

## Fréquentation
De 2015 à 2023, selon les estimations de la SNCF, la fréquentation annuelle de la gare s'élève aux nombres indiqués dans le tableau ci-dessous.
| Année     | 2015   | 2016   | 2017   | 2018   | 2019   | 2020   | 2021   | 2022   | 2023   |
| --------- | ------ | ------ | ------ | ------ | ------ | ------ | ------ | ------ | ------ |
| Voyageurs | 47 875 | 45 894 | 50 434 | 49 342 | 53 468 | 44 316 | 43 560 | 65 862 | 60 599 |

## Service des voyageurs

### Accueil
Gare SNCF, elle dispose d'un bâtiment voyageurs, sans guichet, ouvert tous les jours. Elle est équipée d'automates pour l'achat de titres de transport TER.

### Desserte
La gare de Saint-Jean-de-Losne est desservie par des trains régionaux du réseau TER Bourgogne-Franche-Comté, qui relient Dijon à Bourg-en-Bresse (ou Seurre).

### Intermodalité
Le stationnement des véhicules est possible à proximité du bâtiment voyageurs.

## Patrimoine ferroviaire
L'ancien bâtiment voyageurs de type PLM 2e classe, est toujours utilisé par la SNCF.